# Route nationale 4 (Madagascar)
La route nationale 4 (RN 4) è una strada statale del Madagascar che collega la capitale Antananarivo a Mahajanga
La strada è lunga 590 km, interamente asfaltata, e  attraversa i comuni di Ankazobe, Maevatanana e Ambondromamy.